# Millersville University of Pennsylvania

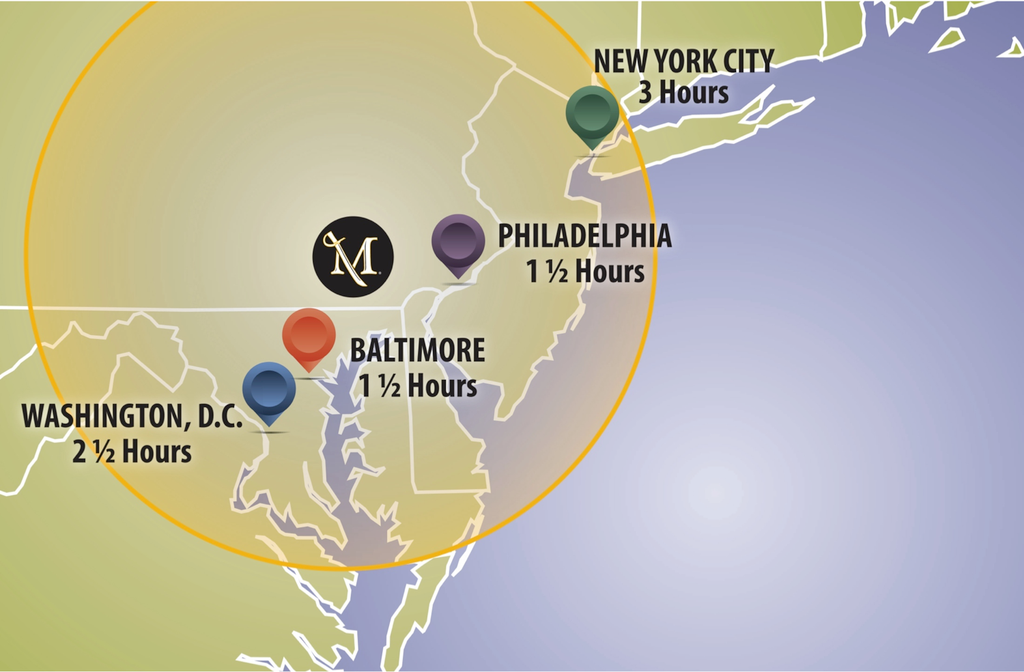
Localização da Millersville University.

A Millersville University of Pennsylvania (comumente conhecida como Millersville University, The Ville ou MU) é uma universidade pública em Millersville, Pensilvânia. É uma das quatorze escolas que compõem o Pennsylvania State System of Higher Education (PASSHE). Fundada em 1855 como a primeira Escola Normal na Pensilvânia, Millersville é credenciada pela Middle States Association of Colleges and Schools dos Estados Unidos e pelo Pennsylvania Department of Education.
Estabelecida pela primeira vez em 1854 como a "Millersville Academy" a partir do já demolido "Old Main", a Academia se especializou em uma série de institutos de ensino de professores em formato de oficinas de trabalho em resposta ao "Free School Act of Pennsylvania" de 1834.

## Galeria

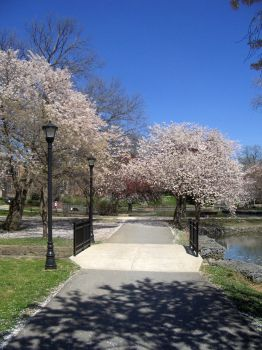
Pond
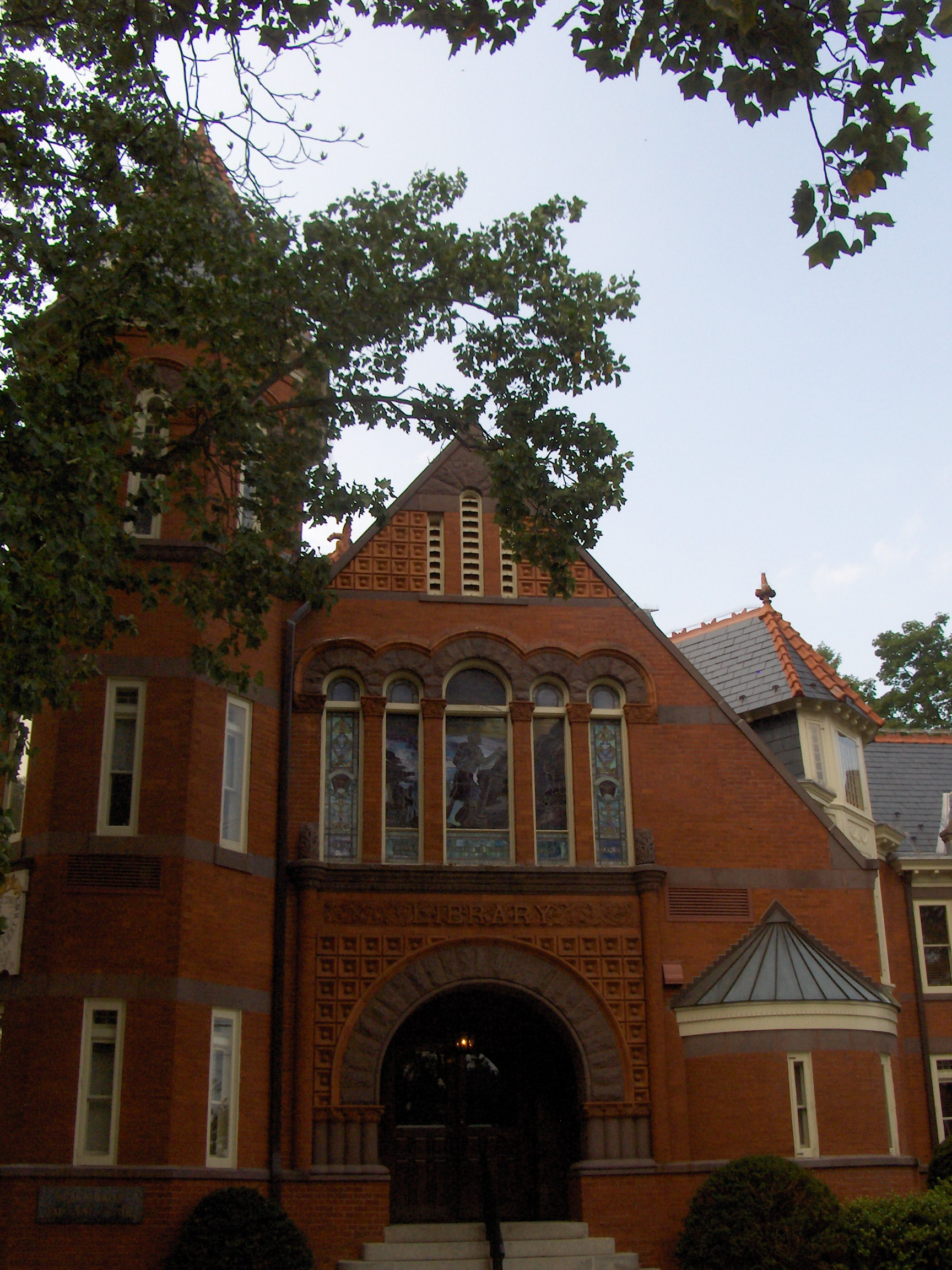
Biemesderfer main entrance
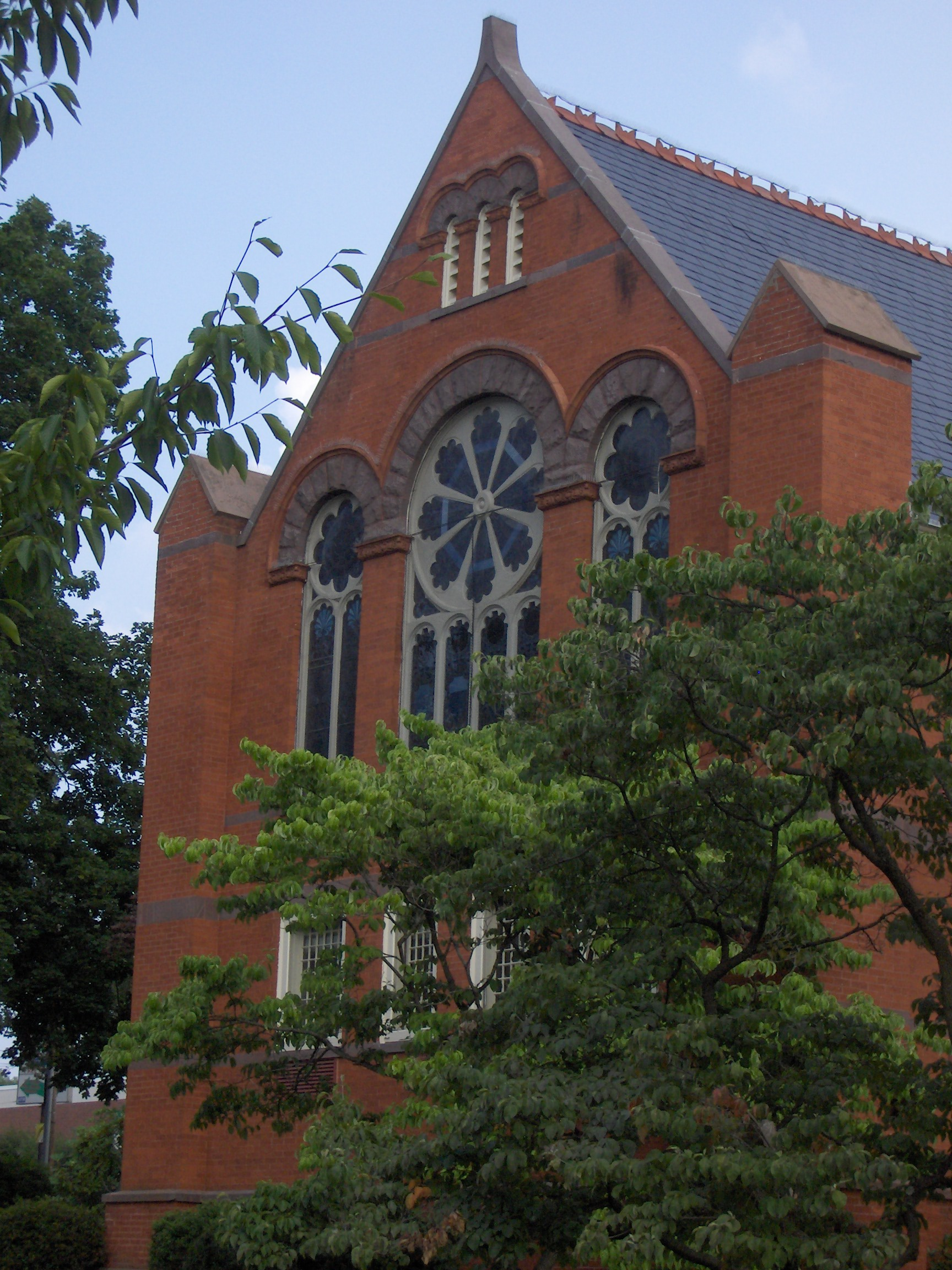
The oculus of Biemesderfer